# トミー・ブレントン
トミー・ブレントン（Tommy Brenton、1989年5月2日 - ）は、アメリカ合衆国の男子プロバスケットボール選手である。ポジションはフォワード。身長196cm、体重102kg。

## 来歴
メリーランド州出身。ストニーブルック大学に入学し、NCAAでプレー。
2013年に来日し、リンク栃木ブレックスに入団。
試合中の圧倒的な支配力から「キング」の愛称で親しまれている。
NCAAディビジョン1のAmerica East カンファレンス所属のStony Brook University出身で、2013年にはAmerica East カンファレンスのMVPであるAmerica East Player Of The Year、およびNCAA ディビジョン1のディフェンスMVPであるLefty Driesell Awardを受賞（前年受賞者は、2012年NBA ドラフト1位のアンソニー・デイビス選手）。
日本人の母を持ち、2013年7月現在日本国籍取得申請中であるため、その間はTGI D-RISEに外国人登録し、完了後トップチームに帰化選手として登録予定であった。
2013年10月11日付でダリアン・トーンズに代わりNBLにエントリー。NBLルールでは外国人登録された場合、帰化選手への変更はシーズン終了まで不可。
2013年度ドーム キックオフパーティーにアンダーアーマー契約アスリートとして参加。
バスケットボール界からは唯一の参加。各競技の名だたるアスリートと共に紹介され、来場者に自身の存在と所属チームであるリンク栃木ブレックスをアピールした。
NBL2015-16シーズン、アシスト数1位となる。
B.LEAGUEが開幕した2016-17シーズンはレギュレーションの影響で出場時間が大幅に減るも、出場時には持ち味である視野の広さや献身的なプレーで初代王者獲得に大きく貢献した。
シーズン終了後、自由契約となり退団。
以後は他クラブに在籍しておらず、事実上の引退状態となっている。

## 記録
| シーズン    | チーム | GP | GS | MPG  | FG%  | 3P%  | FT%  | RPG  | APG | SPG | BPG | TO  | PPG |
| ----------- | ------ | -- | -- | ---- | ---- | ---- | ---- | ---- | --- | --- | --- | --- | --- |
| NBL 2013-14 | 栃木   | 42 |    | 22.0 | .512 | .167 | .527 | 5.9  | 4.0 | 1.2 | 0.3 | 1.4 | 5.2 |
| NBL 2014-15 | 栃木   | 54 |    | 23.5 | .542 | .431 | .673 | 6.2  | 3.9 | 1.2 | 0.2 | 1.3 | 6.8 |
| NBL 2015-16 | 栃木   | 54 |    | 30.5 | .526 | .227 | .630 | 10.4 | 6.1 | 2.0 | 0.3 | 1.9 | 7.9 |
| B1 2016-17  | 栃木   |    |    |      |      |      |      |      |     |     |     |     |     |

## 経歴
- ニューヨーク州立大学ストーニーブルック校（NCAA）（2008～2013） - リンク栃木ブレックス（2013～2017.6）